# Acer 'Gerard'
Acer 'Gerard é uma espécie de árvore do gênero Acer, pertencente à família Aceraceae.